# Municipio de Elkton (Minnesota)
El municipio de Elkton (en inglés: Elkton Township) es un municipio ubicado en el condado de Clay en el estado estadounidense de Minnesota. En el año 2010 tenía una población de 308 habitantes y una densidad poblacional de 3,29 personas por km².

## Geografía
El municipio de Elkton se encuentra ubicado en las coordenadas 46°45′30″N 96°29′8″O / 46.75833, -96.48556. Según la Oficina del Censo de los Estados Unidos, el municipio tiene una superficie total de 93.62 km², de la cual 93,42 km² corresponden a tierra firme y (0,21 %) 0,19 km² es agua.

## Demografía
Según el censo de 2010, había 308 personas residiendo en el municipio de Elkton. La densidad de población era de 3,29 hab./km². De los 308 habitantes, el municipio de Elkton estaba compuesto por el 98,7 % blancos, el 0,32 % eran asiáticos y el 0,97 % eran de una mezcla de razas. Del total de la población el 2,27 % eran hispanos o latinos de cualquier raza.